# Juan Lafita
Juan Ángel Lafita Garrido (Barcelona, España, 12 de septiembre de 1958) fue un futbolista español que jugó en Primera División con el Real Zaragoza y en Segunda con el CD Castellón.

## Biografía
Es el padre del exfutbolista Ángel Lafita.